# Idioma licaonio
El licaonio es una lengua muerta no clasificada hablada en la antigua región de Licaonia, en la península de Anatolia (actualmente parte de Turquía). Los licaonios parecen haber conservado una nacionalidad distinta hasta la época de Estrabón, aunque se desconocen con precisión sus afiliaciones étnicas. La mención de la lengua licaoniana en los Hechos de los Apóstoles (Hechos 14:11-12) muestra que la lengua nativa era hablada por la gente común de Listra hacia el año 50 d. C. Es notable, sin embargo, que en los Hechos de los Apóstoles, Bernabé fue llamado 'Zeus' y Pablo de Tarso fue tomado por Hermes entre los licaonios.
Se cree que el nombre "Licaonia" es una versión adaptada al griego (influenciado por el nombre masculino griego Licaón) de un original Lukkawanna, que significaría 'la tierra del pueblo Lukka' en una lengua anatolia antigua relacionada con hitita y el licio. Al igual que otras lenguas mal conocidas de la región como el antiguo capadocio, el isaurio, el pisídico o el sidético se tratará de una lengua indoeuropea del grupo anatolio, aunque no existen elementos fiables para clasificarlo definitivamente.